# Torrent de Cuiner
El Torrent de Cuiner és un afluent per l'esquerra de la Riera de Mantellí, al Solsonès. Neix a poc més de 500 m. a ponent de la masia de Cal Ponç. Els 1.400 metres inicials els fa seguint la direcció predominant cap a les 11 del rellotge. després tomba per agafar la direcció predominant cap a ponent, direcció que mantindràdurant la resta del seu curs fins a desguassar a la Riera de Mantellí entre les masies de Cuiner (a llevant) i Cuineret (a ponent).

## Municipis per on passa
Des del seu naixement, el Torrent de Cuiner passa successivament pels següents termes municipals.
|                                           | Longitud (en m.) | % del recorregut |
| ----------------------------------------- | ---------------- | ---------------- |
| Per l'interior del municipi de la Molsosa | 1.003            | 18,63%           |
| Per l'interior del municipi de Pinós      | 4.382            | 81,37%           |

## Xarxa hidrogràfica
La xarxa hidrogràfica del Torrent de Cuiner està constituïda per 26 cursos fluvials la longitud total dels quals suma 16.202 m.

### Distribució municipal
El conjunt d'aquesta xarxa hidrogràfica transcorre pels següents termes municipals:

### Poblament
A l'interior de la seva conca s'hi troben les masies de Cal Nosa, Marvà, la Caseta, la Cabana de Cuiner, Cuiner i l'església de Santa Llúcia de Cuiner.